# Heteronychus amploides
Heteronychus amploides är en skalbaggsart som beskrevs av S. Endrödi 1973. Heteronychus amploides ingår i släktet Heteronychus och familjen Dynastidae. Inga underarter finns listade i Catalogue of Life.